# Luis Landero
Luis Landero (Alburquerque, 25 marzo 1948) è uno scrittore spagnolo.

## Biografia
Luis Landero è nato il 25 marzo 1948 a Alburquerque, nella comunità autonoma dell'Estremadura, da una famiglia contadina emigrata a Madrid sul finire degli anni cinquanta.
Ha trascorso la sua adolescenza a Madrid dove ha svolto diversi mestieri e compiuto gli studi di Filologia Romanza all'Università Complutense.
Giornalista per il quotidiano El País, ha esordito nella narrativa nel 1989 con il romanzo Giochi tardivi ottenendo numerosi riconoscimenti letterari.
Autore di altri sette romanzi oltre a saggi e memoir, ha insegnato all'Accademia d'arte drammatica e all'Università Complutense di Madrid ed è stato professore invitato all'Università Yale.

## Opere principali

### Romanzi
- Giochi tardivi (Juegos de la edad tardía, 1989), Milano, Feltrinelli, 1991 traduzione di Gianni Guadalupi ISBN 88-07-01424-6.
- Caballeros de fortuna (1994)
- L’apprendista stregone (El mágico aprendiz,1998)
- El guitarrista (2002)
- Hoy, Júpiter (2007)
- Retrato de un hombre inmaduro (2009)
- Assoluzione, Absolución (2012)
- La vita negoziabile (La vida negociable, 2017), Milano, Mondadori, 2018 traduzione di Sara Cavarero ISBN 978-88-04-68769-6.
- Pioggia sottile (Lluvia fina, 2019), Roma, Fazi, 2023, traduzione di Giulia Zavagna ISBN 9791259670472.
- El huerto de Emerson (2021)
- Una historia ridícula (2022)

### Saggi
- Fra le righe, (Entre líneas: el cuento o la vida, 1996)  2000
- Ésta es mi tierra (2000)
- ¿Cómo le corto el pelo, caballero? (2004)

### Memoir
- El balcón en invierno (2014)

## Premi e riconoscimenti

### Vincitore
- Premio de la Crítica de narrativa castellana: 1989 con Giochi tardivi
- Premio Nacional de Narrativa: 1990 con Giochi tardivi
- Premio Mediterraneo per stranieri: 1992 con Giochi tardivi
- Premio nazionale delle Lettere Spagnole: 2022 alla carriera[5]